# Horomayr
Horomayr ou Horomaiyr (en arménien Հոռոմայր) est un monastère arménien situé dans le marz de Lorri, dans la communauté rurale d'Odzoun. Divisé en deux groupes de monastères, il date des XIIe et XIIIe siècles.
Ce monastère est d'accès difficile.

## Situation géographique
Pour des articles plus généraux, voir Lorri et Gougark.
Horomayr est situé dans une gorge de la vallée du Debed, à 1 km au sud d'Odzoun, dans le marz de Lorri, en Arménie septentrionale. Sa situation rend son accès difficile.
Historiquement, Horomayr est situé dans la province de Gougark, une des quinze provinces de l'Arménie historique selon le géographe du VIIe siècle Anania de Shirak.

## Histoire
Pour un article plus général, voir Arménie zakaride.
Le monastère date des XIIe et XIIIe siècles : l'église Saint-Signe est construite sous les princes Zakarê et Ivanê Zakarian en 1187, alors que les autres bâtiments ont été érigés sous l'abbé Samuel vers 1206.

## Bâtiments
Pour un article plus général, voir Arménie zakaride.
Horomayr est divisé en deux groupes : monastère supérieur et monastère inférieur.
Le monastère inférieur comprend l'église principale, Sourp Nshan (« Saint-Signe »), ainsi que le gavit, de forme quadrangulaire et dont la couverture est supportée par deux paires d'arcs reposant sur des appuis engagés et se croisant en diagonale.

## Photos

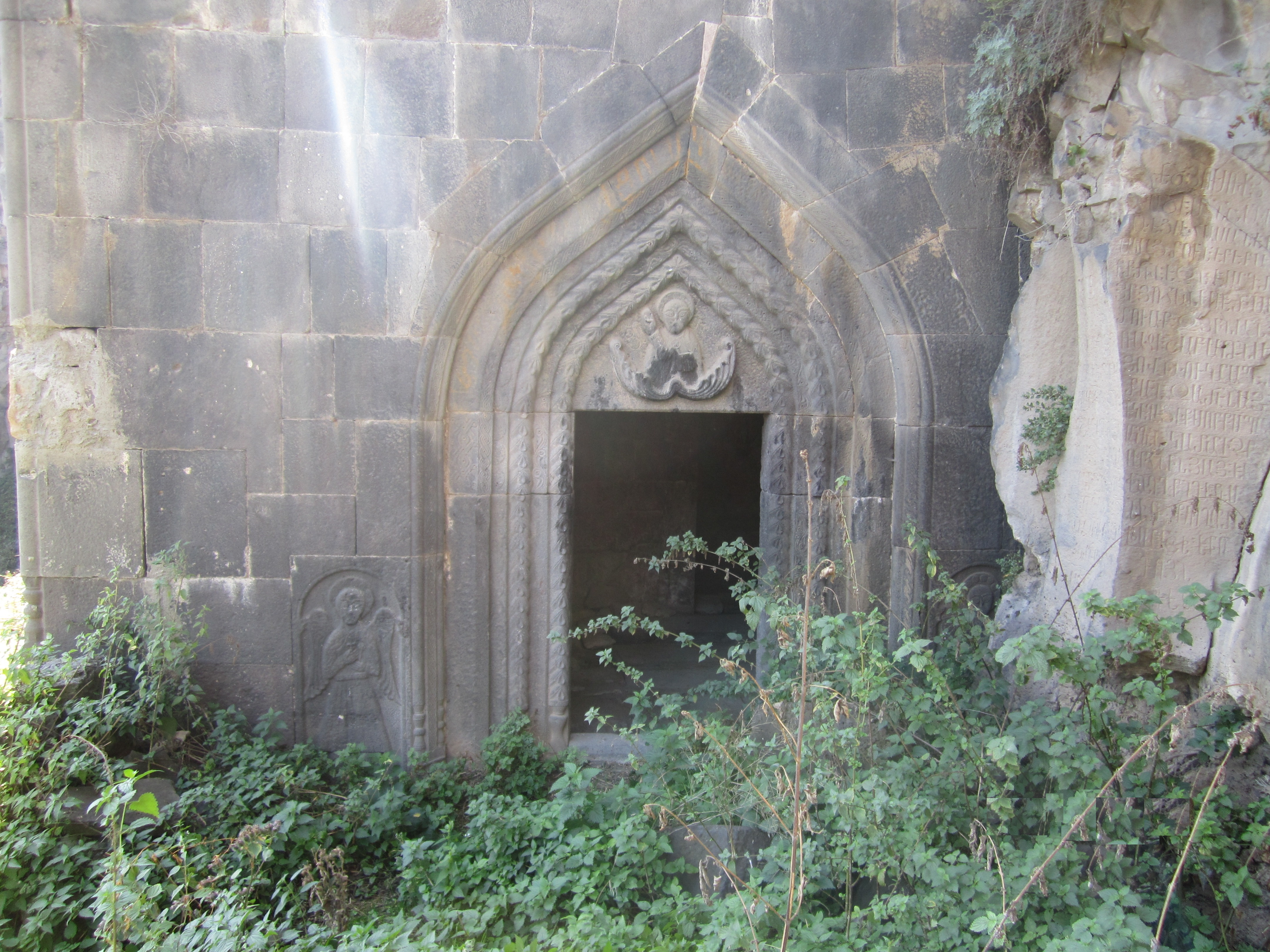
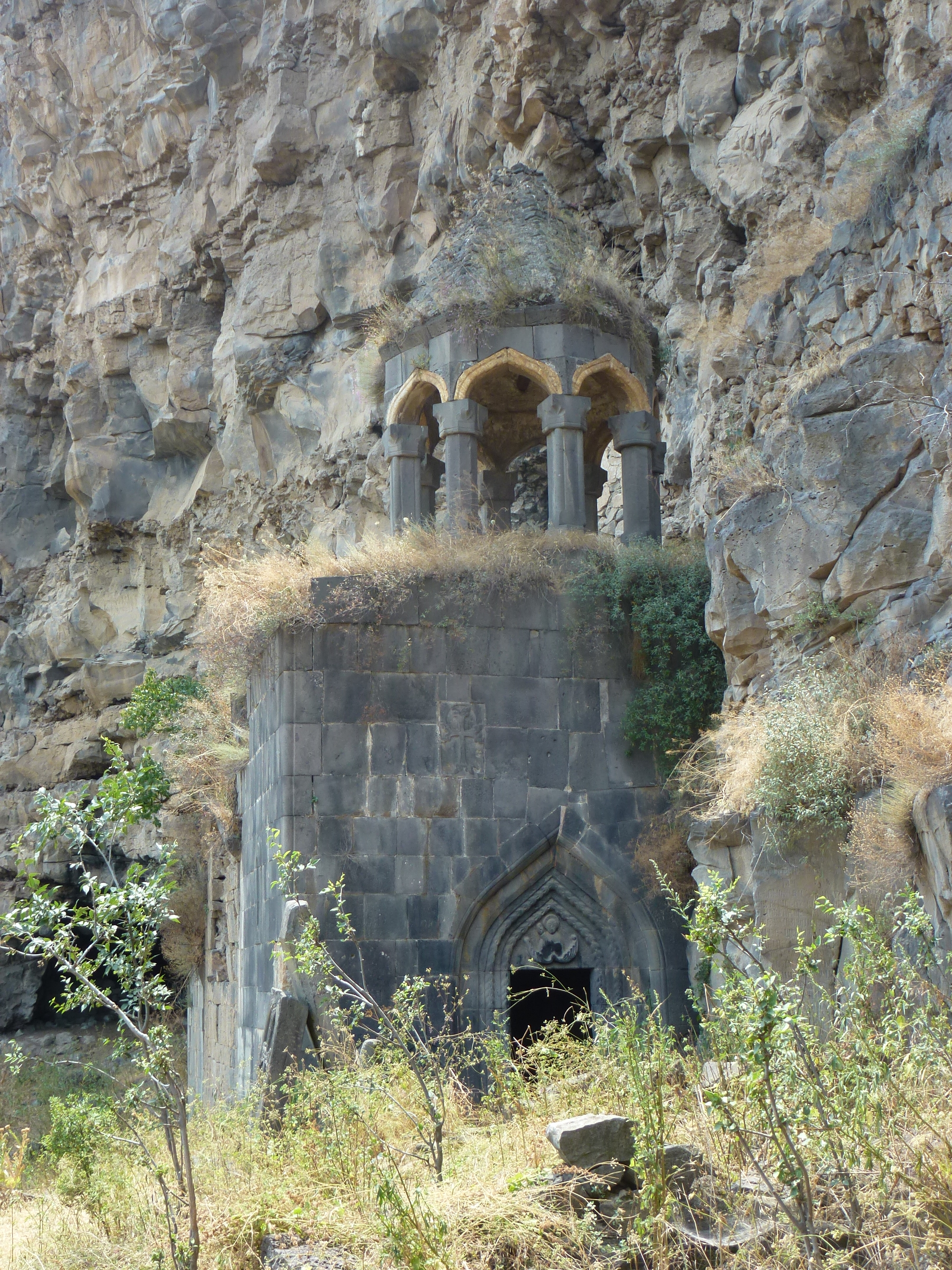